# 今村延雄
今村 延雄（いまむら のぶお、1895年〈明治28年〉12月18日 - 没年不明）は、日本の政治家。埼玉県北埼玉郡南河原村長、同村農業委員会長。

## 経歴
埼玉県北埼玉郡南河原村（現・行田市）出身。熊谷中学校に学ぶ。
1925年5月、南河原村会議員に当選。1929年5月、同村会議員に再選。1930年2月から1940年11月まで同村助役。1940年11月、同村長に就任。1946年11月、公職追放により辞職する。
1951年7月、埼玉県農業委員に当選。1955年8月、南河原村長に当選。

## 人物
地方自治の発展に寄与した。住所は埼玉県北埼玉郡南河原村大字南河原。

## 栄典
- 1967年11月 - 勲五等瑞宝章[1]